# Puchar Świata w narciarstwie dowolnym 1983/1984
Puchar Świata w narciarstwie dowolnym 1983/1984 rozpoczął się 13 stycznia 1984 w kanadyjskim Stoneham, a zakończył 29 marca 1984 we francuskim Tignes. Była to piąta edycja Pucharu Świata w narciarstwie dowolnym. Puchar Świata rozegrany został w 7 krajach i 9 miastach na 2 kontynentach. Najwięcej zawodów odbyło się we Francji, po 8 dla mężczyzn i kobiet.
Obrońcą Pucharu Świata wśród mężczyzn byli Kanadyjczycy Alain LaRoche i Peter Judge, a wśród kobiet Szwajcarka Conny Kissling. W tym sezonie triumfowali ponownie: Kanadyjczyk Alain LaRoche wśród mężczyzn oraz Szwajcarka Conny Kissling wśród kobiet.

## Konkurencje
- AE = skoki akrobatyczne
- MO = jazda po muldach
- BA = balet narciarski
- KB = kombinacja

## Mężczyźni

### Kalendarz i wyniki
| Lp  | Data             | Miejsce           | Konkurencja | Zwycięzca          | 2. miejsce      | 3. miejsce        |
| 1.  | 13 stycznia 1984 | Stoneham          | MO          | Philippe Bron      | Bill Keenan     | Lasse Fahlén      |
| 2.  | 14 stycznia 1984 | Stoneham          | BA          | Brak danych        | Brak danych     | Daniel Côté       |
| 3.  | 15 stycznia 1984 | Stoneham          | AE          | Yves LaRoche       | Sandro Wirth    | Alain LaRoche     |
| 4.  | 15 stycznia 1984 | Stoneham          | KB          | Bruce Bolesky      | Peter Judge     | Éric Laboureix    |
| 5.  | 20 stycznia 1984 | Breckenridge      | MO          | John Witt          | Jean Dutruilh   | Philippe Bron     |
| 6.  | 20 stycznia 1984 | Breckenridge      | BA          | Brak danych        | Lane Spina      | Brak danych       |
| 7.  | 21 stycznia 1984 | Breckenridge      | AE          | Yves LaRoche       | Alain LaRoche   | Sandro Wirth      |
| 8.  | 21 stycznia 1984 | Breckenridge      | KB          | Bruce Bolesky      | Alain LaRoche   | Murray Cluff      |
| 9.  | 3 lutego 1984    | Courchevel        | BA          | Brak danych        | Brak danych     | Lane Spina        |
| 10. | 4 lutego 1984    | Courchevel        | AE          | Pierre Poulin      | Sandro Wirth    | Alain LaRoche     |
| 11. | 5 lutego 1984    | Courchevel        | MO          | Jean Dutruilh      | Philippe Deiber | Gunnar Moberg     |
| 12. | 5 lutego 1984    | Courchevel        | KB          | Alain LaRoche      | Éric Laboureix  | Murray Cluff      |
| 13. | 25 lutego 1984   | Göstling          | BA          | Hermann Reitberger | Richard Schabl  | Ernst Garhammer   |
| 14. | 27 lutego 1984   | Göstling          | AE          | Pierre Poulin      | Lloyd Langlois  | Alain LaRoche     |
| 15. | 27 lutego 1984   | Göstling          | MO          | Bill Keenan        | Lasse Fahlén    | Philippe Bron     |
| 16. | 27 lutego 1984   | Göstling          | KB          | Alain LaRoche      | Peter Judge     | Éric Laboureix    |
| 17. | 28 lutego 1984   | Ravascletto       | BA          | Brak danych        | Brak danych     | Alain LaRoche     |
| 18. | 29 lutego 1984   | Ravascletto       | AE          | Craig Clow         | Roch Otis       | Jean-Marc Bacquin |
| 19. | 2 marca 1984     | Oberjoch          | MO          | Philippe Deiber    | Mauro Mottini   | Cooper Schell     |
| 20. | 3 marca 1984     | Oberjoch          | BA          | Brak danych        | Lane Spina      | Brak danych       |
| 21. | 4 marca 1984     | Oberjoch          | AE          | Pierre Poulin      | Yves LaRoche    | Alain LaRoche     |
| 22. | 4 marca 1984     | Oberjoch          | KB          | Alain LaRoche      | Peter Judge     | Bruce Bolesky     |
| 23. | 8 marca 1984     | Campitello Matese | MO          | Mauro Mottini      | Jean Dutruilh   | Philippe Bron     |
| 24. | 8 marca 1984     | Campitello Matese | KB          | Éric Laboureix     | Bruce Bolesky   | Murray Cluff      |
| 25. | 11 marca 1984    | Campitello Matese | MO          | Lasse Fahlén       | Cooper Schell   | Philippe Deiber   |
| 26. | 12 marca 1984    | Campitello Matese | AE          | Yves LaRoche       | Lloyd Langlois  | Chris Simboli     |
| 27. | 12 marca 1984    | Sälen             | BA          | Brak danych        | Brak danych     | Lane Spina        |
| 28. | 12 marca 1984    | Sälen             | MO          | Bill Keenan        | Philippe Bron   | Lasse Fahlén      |
| 29. | 12 marca 1984    | Sälen             | AE          | Pierre Poulin      | Yves LaRoche    | Lloyd Langlois    |
| 30. | 12 marca 1984    | Sälen             | KB          | Bruce Bolesky      | Alain LaRoche   | Éric Laboureix    |
| 31. | 27 marca 1984    | Tignes            | BA          | Brak danych        | Brak danych     | Lane Spina        |
| 32. | 28 marca 1984    | Tignes            | MO          | Jean Dutruilh      | Philippe Bron   | Steve Desovich    |
| 33. | 29 marca 1984    | Tignes            | AE          | Yves LaRoche       | Lloyd Langlois  | Chris Simboli     |
| 34. | 29 marca 1984    | Tignes            | KB          | Alain LaRoche      | Chris Simboli   | Peter Judge       |

### Klasyfikacje
| Lp. | Zawodnik          | Punkty |
| --- | ----------------- | ------ |
| 1.  | Alain LaRoche     | 74     |
| 2.  | Bruce Bolesky     | 66     |
| 3.  | Éric Laboureix    | 60     |
| 4.  | Peter Judge       | 58     |
| 5.  | Murray Cluff      | 53     |
| 6.  | Chris Simboli     | 51     |
| 7.  | Roch Otis         | 44     |
| 8.  | Kris Feddersen    | 33     |
| 9.  | Nelson Carmichael | 30     |
| 10. | Cooper Schell     | 29     |

| Lp. | Zawodnik          | Punkty |
| --- | ----------------- | ------ |
| 1.  | Yves LaRoche      | 148    |
| 2.  | Pierre Poulin     | 144    |
| 3.  | Lloyd Langlois    | 139    |
| 4.  | Alain LaRoche     | 137    |
| 5.  | Chris Simboli     | 119    |
| 6.  | Peter Judge       | 116    |
| 7.  | Thomas Überall    | 113    |
| 8.  | Roch Otis         | 112    |
| 9.  | Jean-Marc Bacquin | 109    |
| 10. | Craig Clow        | 106    |

| Lp. | Zawodnik        | Punkty |
| --- | --------------- | ------ |
| 1.  | Philippe Bron   | 142    |
| 2.  | Jean Dutruilh   | 139    |
| 3.  | Lasse Fahlén    | 137    |
| 4.  | Bill Keenan     | 134    |
| 4.  | Mauro Mottini   | 134    |
| 6.  | Cooper Schell   | 128    |
| 7.  | Philippe Deiber | 126    |
| 8.  | Steve Desovich  | 107    |
| 9.  | Éric Laboureix  | 101    |
| 9.  | Ivan Mahlknecht | 101    |

| Lp. | Zawodnik           | Punkty |
| --- | ------------------ | ------ |
| 1.  | Richard Schabl     | 148    |
| 1.  | Hermann Reitberger | 148    |
| 3.  | Lane Spina         | 139    |
| 4.  | Alain LaRoche      | 130    |
| 5.  | Bruce Bolesky      | 123    |
| 6.  | Éric Laboureix     | 121    |
| 7.  | Ernst Garhammer    | 119    |
| 8.  | Chris Simboli      | 106    |
| 9.  | Peter Judge        | 99     |
| 10. | Murray Cluff       | 98     |

| Lp. | Zawodnik          | Punkty |
| --- | ----------------- | ------ |
| 1.  | Alain LaRoche     | 88     |
| 2.  | Bruce Bolesky     | 84     |
| 3.  | Éric Laboureix    | 80     |
| 4.  | Peter Judge       | 76     |
| 5.  | Murray Cluff      | 73     |
| 6.  | Chris Simboli     | 66     |
| 7.  | Roch Otis         | 60     |
| 8.  | Kris Feddersen    | 34     |
| 8.  | Nelson Carmichael | 33     |
| 10. | John Witt         | 30     |

## Kobiety

### Kalendarz i wyniki
| Lp  | Data             | Miejsce           | Konkurencja | Zwyciężczyni      | 2. miejsce        | 3. miejsce        |
| 1.  | 13 stycznia 1984 | Stoneham          | MO          | Hilary Engish     | Mary-Jo Tiampo    | Erika Gallizzi    |
| 2.  | 14 stycznia 1984 | Stoneham          | BA          | Christine Rossi   | Jan Bucher        | Conny Kissling    |
| 3.  | 15 stycznia 1984 | Stoneham          | AE          | Conny Kissling    | Catherine Frarier | Maria Quintana    |
| 4.  | 15 stycznia 1984 | Stoneham          | KB          | Conny Kissling    | Catherine Frarier | Meredith Gardner  |
| 5.  | 20 stycznia 1984 | Breckenridge      | MO          | Hayley Wolff      | Mary-Jo Tiampo    | Hilary Engish     |
| 6.  | 20 stycznia 1984 | Breckenridge      | BA          | Jan Bucher        | Conny Kissling    | Christine Rossi   |
| 7.  | 21 stycznia 1984 | Breckenridge      | AE          | Catherine Frarier | Maria Quintana    | Anna Fraser       |
| 8.  | 21 stycznia 1984 | Breckenridge      | KB          | Conny Kissling    | Catherine Frarier | Diana Williams    |
| 9.  | 3 lutego 1984    | Courchevel        | BA          | Jan Bucher        | Christine Rossi   | Conny Kissling    |
| 10. | 4 lutego 1984    | Courchevel        | AE          | Maria Quintana    | Eveline Wirth     | Annika Wignäs     |
| 11. | 5 lutego 1984    | Courchevel        | MO          | Catherine Frarier | Erika Gallizzi    | Anne Gilbert      |
| 12. | 5 lutego 1984    | Courchevel        | KB          | Catherine Frarier | Conny Kissling    | Anne Gilbert      |
| 13. | 25 lutego 1984   | Göstling          | BA          | Christine Rossi   | Conny Kissling    | Jan Bucher        |
| 14. | 27 lutego 1984   | Göstling          | AE          | Eveline Wirth     | Meredith Gardner  | Andrea Amann      |
| 15. | 27 lutego 1984   | Göstling          | MO          | Mary-Jo Tiampo    | Hayley Wolff      | Catherine Frarier |
| 16. | 27 lutego 1984   | Göstling          | KB          | Catherine Frarier | Conny Kissling    | Meredith Gardner  |
| 17. | 28 lutego 1984   | Ravascletto       | BA          | Jan Bucher        | Conny Kissling    | Christine Rossi   |
| 18. | 29 lutego 1984   | Ravascletto       | AE          | Eveline Wirth     | Conny Kissling    | Andrea Amann      |
| 19. | 2 marca 1984     | Oberjoch          | MO          | Madeleine Uvhagen | Eveline Wirth     | Hayley Wolff      |
| 20. | 3 marca 1984     | Oberjoch          | BA          | Jan Bucher        | Christine Rossi   | Conny Kissling    |
| 21. | 4 marca 1984     | Oberjoch          | AE          | Eveline Wirth     | Andrea Amann      | Annika Wignäs     |
| 22. | 4 marca 1984     | Oberjoch          | KB          | Conny Kissling    | Catherine Frarier | Eveline Wirth     |
| 23. | 8 marca 1984     | Campitello Matese | MO          | Hilary Engish     | Laura Colnaghi    | Erika Gallizzi    |
| 24. | 8 marca 1984     | Campitello Matese | KB          | Conny Kissling    | Catherine Frarier | Silvia Marciandi  |
| 25. | 11 marca 1984    | Campitello Matese | MO          | Hilary Engish     | Hayley Wolff      | Madeleine Uvhagen |
| 26. | 12 marca 1984    | Campitello Matese | AE          | Annika Wignäs     | Conny Kissling    | Lyn Grosse        |
| 27. | 12 marca 1984    | Sälen             | BA          | Jan Bucher        | Christine Rossi   | Conny Kissling    |
| 28. | 12 marca 1984    | Sälen             | MO          | Hilary Engish     | Hayley Wolff      | Erika Gallizzi    |
| 29. | 12 marca 1984    | Sälen             | AE          | Eveline Wirth     | Andrea Amann      | Conny Kissling    |
| 30. | 12 marca 1984    | Sälen             | KB          | Conny Kissling    | Catherine Frarier | Meredith Gardner  |
| 31. | 27 marca 1984    | Tignes            | BA          | Jan Bucher        | Christine Rossi   | Conny Kissling    |
| 32. | 28 marca 1984    | Tignes            | MO          | Hilary Engish     | Erika Gallizzi    | Mary-Jo Tiampo    |
| 33. | 29 marca 1984    | Tignes            | AE          | Eveline Wirth     | Lyn Grosse        | Meredith Gardner  |
| 34. | 29 marca 1984    | Tignes            | KB          | Conny Kissling    | Catherine Frarier | Eveline Wirth     |

### Klasyfikacje
| Lp. | Zawodniczka       | Punkty |
| --- | ----------------- | ------ |
| 1.  | Conny Kissling    | 36     |
| 2.  | Catherine Frairer | 30     |
| 3.  | Meredith Gardner  | 18     |
| 4.  | Eveline Wirth     | 16     |
| 4.  | Anna Fraser       | 16     |
| 6.  | Lucie Barma       | 15     |
| 7.  | Annika Wignäs     | 13     |
| 8.  | Jan Bucher        | 12     |
| 8.  | Hilary Engish     | 12     |
| 10. | Brigitte de Roche | 11     |
| 10. | Anne Gilbert      | 11     |
| 10. | Christine Rossi   | 11     |

| Lp. | Zawodniczka       | Punkty |
| --- | ----------------- | ------ |
| 1.  | Eveline Wirth     | 71     |
| 2.  | Conny Kissling    | 62     |
| 3.  | Andrea Amann      | 59     |
| 4.  | Meredith Gardner  | 54     |
| 5.  | Catherine Frairer | 51     |
| 6.  | Annika Wignäs     | 50     |
| 6.  | Anna Fraser       | 50     |
| 8.  | Brigitte de Roche | 43     |
| 9.  | Maria Quintana    | 38     |
| 10. | Lyn Grosse        | 24     |

| Lp. | Zawodniczka       | Punkty |
| --- | ----------------- | ------ |
| 1.  | Hilary Engish     | 70     |
| 2.  | Erika Gallizzi    | 63     |
| 2.  | Hayley Wolff      | 63     |
| 4.  | Mary-Jo Tiampo    | 62     |
| 5.  | Madeleine Uvhagen | 53     |
| 6.  | Laura Colnaghi    | 52     |
| 7.  | Catherine Frairer | 51     |
| 8.  | Conny Kissling    | 43     |
| 9.  | Lucie Barma       | 40     |
| 10. | Anne Gilbert      | 29     |

| Lp. | Zawodniczka       | Punkty |
| --- | ----------------- | ------ |
| 1.  | Jan Bucher        | 72     |
| 2.  | Christine Rossi   | 68     |
| 3.  | Conny Kissling    | 63     |
| 4.  | Lucie Barma       | 52     |
| 5.  | Ellen Breen       | 50     |
| 6.  | Greti Fürlinger   | 49     |
| 7.  | Catherine Frairer | 36     |
| 8.  | Hedy Garhammer    | 25     |
| 9.  | Anna Fraser       | 17     |
| 9.  | Annki Brattsell   | 17     |

| Lp. | Zawodniczka       | Punkty |
| --- | ----------------- | ------ |
| 1.  | Conny Kissling    | 48     |
| 2.  | Catherine Frairer | 44     |
| 3.  | Meredith Gardner  | 31     |
| 4.  | Anna Fraser       | 25     |
| 5.  | Anne Gilbert      | 18     |
| 6.  | Brigitte de Roche | 17     |
| 7.  | Annika Wignäs     | 14     |
| 8.  | Eveline Wirth     | 12     |
| 9.  | Diana Williams    | 11     |
| 10. | Silvia Marciandi  | 6      |